# (5972) Harryatkinson
(5972) Harryatkinson es un asteroide perteneciente al cinturón de asteroides, región del sistema solar que se encuentra entre las órbitas de Marte y Júpiter, descubierto el 5 de agosto de 1991 por Henry E. Holt desde el Observatorio del Monte Palomar, Estados Unidos.

## Designación y nombre
Designado provisionalmente como 1991 PS12. Fue nombrado Harryatkinson en homenaje a Harry Atkinson, físico nacido en Nueva Zelanda, ejerció de jefe científico del gobierno del Reino Unido (1969-1972), jefe de astronomía y espacio para el Science Research Council (1972-1978) y presidente del Consejo de la Agencia Espacial Europea (1984-1987). En 2000 presidió Grupo de trabajo sobre objetos cercanos a la Tierra en el Reino Unido.

## Características orbitales
Harryatkinson está situado a una distancia media del Sol de 2,679 ua, pudiendo alejarse hasta 2,900 ua y acercarse hasta 2,458 ua. Su excentricidad es 0,082 y la inclinación orbital 13,89 grados. Emplea 1602,06 días en completar una órbita alrededor del Sol.

## Características físicas
La magnitud absoluta de Harryatkinson es 12. Tiene 9,88 km de diámetro y su albedo se estima en 0,314. 